# Rolnictwo w Polsce Ludowej
Rolnictwo w Polsce Ludowej

## Okres powojennej odbudowy gospodarczej
Bezpośrednio po wojnie polityka wobec rolnictwa sprowadzała się do działań mających na celu szybką poprawę sytuacji aprowizacyjnej ludności. Dlatego też, obok wprowadzenia już w 1944 r. tzw. wojennych świadczeń rzeczowych rolnictwa, państwo starało się pomóc rolnikom w odbudowie produkcji roślinnej i hodowli. Świadczenia rzeczowe (w zbożu, ziemniakach, mięsie itp.) uzależniono od stanu ekonomicznego gospodarstw i próbowano je równoważyć dostawami produktów przemysłowych na wieś. Rolnictwo zasilano także artykułami uzyskanymi w ramach pomocy zagranicznej (nawozy, nasiona, konie, bydło, maszyny). Wojenne świadczenia rzeczowe, będące wkładem rolników w odbudowę kraju, umożliwiły ponowne wprowadzenie zaopatrzenia kartkowego ludności, które od maja 1945 r. objęło cały obszar kraju. Świadczenia zniesiono w 1946 r. nie tyle ze względów ekonomicznych, gdyż sytuacja aprowizacyjna Polski była ciągle trudna, co politycznych. PPR, świadoma niezadowolenia chłopów z tego ciężaru, liczyła, że jego likwidacja wpłynie na poparcie wsi dla komunistów przed zbliżającymi się wyborami parlamentarnymi.
Początek realizacji planu trzyletniego przebiegał w atmosferze dalszego sprzyjania rolnictwu indywidualnemu. Pracę rolników wspierano kredytami i pomocą rzeczową. Państwo rozszerzyło kontraktację płodów rolnych, szczególnie buraków cukrowych, ziemniaków, lnu i trzody chlewnej. Tworzyło spółdzielcze ośrodki maszynowe, obsługujące potrzeby gospodarstw chłopskich w zakresie ciężkich prac polowych, przystąpiło do realizacji programu elektryfikacji wsi.
Niedostateczne postępy w dziedzinie hodowli, negatywnie rzutujące na stan wyżywienia społeczeństwa, skłoniły władze państwowe do nadzwyczajnych posunięć, których celem było szybkie zwiększenie wytwórczości produktów pochodzenia zwierzęcego. W 1948 r. akcją „H” (hodowlaną) objęto gospodarstwa indywidualne i państwowe, udzielając im dodatkowej pomocy finansowej i materialnej.
Mimo tych zabiegów w ostatnim roku planu odbudowy hodowla znajdowała się ciągle na niższym poziomie niż w okresie międzywojennym, i to zarówno na dawnym, jak i obecnym terytorium Polski. Również w zakresie produkcji roślinnej, mimo dobrych wyników w latach 1948–1949, nie osiągnięto poziomu przedwojennego. Korzystnym zmianom uległa jednak struktura zasiewów, m.in. zwiększył się, w stosunku do okresu międzywojennego, udział pszenicy i buraków cukrowych.
W 1949 r. ogólna produkcja rolna, przyjmując za podstawę obliczeń dawne terytorium Polski, była niższa o ok. 9%, zaś w obecnych granicach o 14%. Wobec jednak mniejszej liczby ludności osiągnięta wytwórczość pozwoliła przekroczyć przeciętny jej poziom na 1 mieszkańca z lat 1934–1938 o ok. 28%.
Niskiej i mało efektywnej produkcji towarzyszyło, mimo ogromnych strat ludnościowych, reformy rolnej i osadnictwa na Ziemiach Odzyskanych, ciążące od dziesiątków lat przeludnienie agrarne. W stosunku do okresu międzywojennego zostało ono znacznie zredukowane, ale na przełomie lat czterdziestych i pięćdziesiątych ukryte bezrobocie na wsi szacowano na przeszło 1,3 mln osób. Przeludnienie było ważnym problemem strukturalnym, wymagającym szybkiego rozwiązania.
Sumując, polityka agrarna w latach odbudowy sprzyjała rolnictwu indywidualnemu, stopniowo przybliżając ogólne rozmiary jego produkcji do poziomu osiągniętego w Polsce międzywojennej. Istniały jednak zagrożenia związane z niedostateczną intensywnością i towarowością produkcji, uniemożliwiające dalszą poprawę warunków wyżywienia ludności w miarę wzrostu jej liczebności i urbanizacji kraju. Były one pochodną anachronicznej struktury agrarnej, której w sposób bardziej zasadniczy nie zmieniła reforma rolna, oraz ukrytego bezrobocia na wsi.

## Kolektywizacja rolnictwa
Forsownej industrializacji kraju towarzyszyła, zgodna z programem agrarnym komunistów, próba szybkiej socjalizacji rolnictwa.
We wrześniu 1948 r. partia, pod silnym naciskiem ZSRR, podjęła decyzję o natychmiastowym rozpoczęciu kolektywizacji rolnictwa. Nie pozostawiono czasu niezbędnego do przygotowań organizacyjnych, a przede wszystkim stworzenia odpowiednich warunków ekonomicznych do przebudowy strukturalnej rolnictwa. Spółdzielczość produkcyjną traktowano jako instrument eliminowania stosunków kapitalistycznych na wsi, których uosobieniem, po reformie rolnej, miało być bogate chłopstwo.
Centralne władze PZPR nakazały organizacjom terenowym koncentrację ruchu założycielskiego w powiatach o wysokiej kulturze rolnej oraz przyciąganie gospodarstw osiągających dobre wyniki produkcyjne, co powinno zachęcać chłopów do tworzenia spółdzielni. Powołano także Państwowe Ośrodki Maszynowe (POM) świadczące usługi mechanizacyjne i agrotechniczne dla wsi spółdzielczych. W ten sposób pozbawiono spółdzielnie własnego parku maszynowego, w pełni uzależniając ich funkcjonowanie od organizacji państwowych. POM-om powierzono również zadanie tworzenia na wsi atmosfery politycznej sprzyjającej organizowaniu spółdzielni. Oddziaływanie polityczne było niezbędne w warunkach ograniczonej pomocy ekonomicznej państwa dla powstających kooperatyw oraz oporu większości chłopstwa, wspieranego przez Kościół, wobec nowej formy gospodarowania.
W 1949 r., pierwszym roku realizacji programu uspółdzielczenia, powstały 243 spółdzielnie, a liczba gospodarstw zrzeszonych w kooperatywach nie przekroczyła 0,1% ich ogólnego stanu. Nie zadowalało to komunistycznych władz kraju dążących do przyspieszenia ruchu założycielskiego. Od 1950 r., metodami administracyjnymi, policyjnymi i ekonomicznymi, zmuszano chłopów, wbrew ich woli, do tworzenia spółdzielni. Opornych represjonowano, kierując do obozów pracy i więzień, a synów chłopskich do specjalnych jednostek wojskowych. Przypadki szczególnie rażącego łamania prawa miały miejsce w powiatach gryfickim i drawskim, wywołując, ze strony centralnych władz partyjnych, krytykę przyjętych metod. Nie kwestionowano jednak słuszności przeobrażeń ustrojowych w rolnictwie.
Po 1953 r., na fali ostrożnych zmian w polityce gospodarczej, władze podjęły próbę łączenia kolektywizacji z zahamowaniem spadku poziomu produkcji w gospodarstwach indywidualnych. W rezultacie nastąpiło obniżenie tempa uspółdzielczenia, a jednocześnie wystąpiło zjawisko rozwiązywania źle pracujących spółdzielni produkcyjnych.
Do końca 1955 r. zawiązano ogółem 9076 spółdzielni, obejmujących obszar 1,9 mln ha, co stanowiło 9% powierzchni użytków rolnych w kraju. Zgodnie z rysującą się od początku realizacji programu uspółdzielczenia tendencją do opierania gospodarstw zespołowych na gruntach osadniczych i poparcelacyjnych, największy udział miały województwa zachodnie i północne. Najsłabiej zaawansowany był proces kolektywizacji w starych wsiach województw: kieleckiego, krakowskiego, warszawskiego, łódzkiego i lubelskiego.
W 1955 r. spółdzielnie produkcyjne dały produkcję globalną wartości 10,8 mld zł, co stanowiło zaledwie 9% uzyskanej w gospodarstwach indywidualnych. Efektywność gospodarowania odbiegała od uzyskiwanej przez chłopów, gdyż produkcja w spółdzielniach, w przeliczeniu na, 1 ha użytków rolnych, była o 14% niższa.
Społeczno-ekonomiczne przyczyny niepowodzenia kolektywizacji wsi tkwiły przede wszystkim w fakcie jej narzucenia przez władze komunistyczne. Brak zainteresowania chłopstwa gospodarowaniem zespołowym szedł w parze z niedostatecznym zasilaniem spółdzielni produkcyjnych kredytami i środkami rzeczowymi.
Podobne trudności przeżywały powołane w 1949 r. Państwowe Gospodarstwa Rolne. Przed PGR-ami postawiono zadanie stworzenia bazy zaopatrzeniowej w żywność dla rosnącej, w wyniku industrializacji, liczby ludności miast. W tym celu gospodarstwa państwowe miały szybko zwiększyć swój udział w produkcji towarowej zbóż i mięsa. Akcentowano także ich rolę jako wzorca nowoczesnej gospodarki rolnej, sprzyjającego przeobrażeniom ustrojowym na wsi. Do 1955 r. powstało 6185 gospodarstw państwowych, a ich udział w całości użytków rolnych sięgał 12%. Rozmieszczenie PGR-ów było bardzo nierównomierne (koncentracja w województwach zachodnich i północnych).
Mimo opieki ze strony władz partyjnych i państwowych, PGR-y notowały słabe wyniki gospodarcze. Osiągane przez nie plony były niższe od uzyskiwanych w gospodarce chłopskiej. Jedynie w produkcji zbożowej wydajność dużych, zmechanizowanych gospodarstw państwowych zbliżyła się do wydajności gospodarstw indywidualnych. Niska była także obsada oraz produktywność zwierząt gospodarskich. Powyższe wskaźniki świadczyły o ekstensywnym kierunku rozwoju gospodarstw państwowych.
Tymczasem od 1949 r. trwał proces ograniczania i eliminacji własności indywidualnej w rolnictwie, połączony z dyskryminacją w zakresie zaopatrzenia w kredyty, środki do produkcji rolnej i materiały budowlane oraz dotkliwą polityką fiskalną. W latach 1950–1953 kredyty dla rolników indywidualnych wyniosły 265 mln zł, gdy spółdzielnie otrzymały 609 mln zł. W efekcie, już w 1951 r. nastąpiło załamanie produkcji w gospodarstwach chłopskich, a jej poziom z 1950 r. nie został odbudowany do 1955 r. Ponieważ z sektora prywatnego pochodziło 81% ogólnej produkcji rolniczej, jego wyniki decydowały o pracy całego rolnictwa. Dlatego w 1955 r. produkcja rolnicza Polski w przeliczeniu na 1 mieszkańca była o 4% niższa od uzyskanej w 1950 r. Jej ogólne rozmiary zwiększyły się między 1950 r. i 1955 r. o 13%, w tym roślinnej 0 2,5%, a zwierzęcej o 33%. Lepsze wyniki w produkcji zwierzęcej osiągnięto dzięki importowi zbóż, który wzrósł z 0,3 mln t w 1950 r. do 1,2 mln t w 1955 r.
W okresie realizacji planu sześcioletniego do czołowych zagadnień gospodarczych urósł problem zaopatrzenia w mięso i mleko oraz ich przetwory. Władze podjęły decyzję o ponownym wprowadzeniu obowiązkowych dostaw produktów rolnych, jako podstawy reglamentacji spożycia żywności. W 1952 r. objęły one zwierzęta rzeźne, mleko, zboża i ziemniaki, drastycznie ograniczając dochodowość gospodarstw chłopskich, szczególnie większych.
Polityka rolna w latach 1950–1955, której podstawowym elementem była kolektywizacja, nie spowodowała zasadniczych zmian w strukturze własnościowej gruntów. Wbrew założeniom i naciskom uspołecznienie rolnictwa nie przybrało większych rozmiarów. W produkcji dominowały gospodarstwa chłopskie, a sektor uspołeczniony dostarczał 19% produkcji rolniczej.
Zdecydowanie negatywną konsekwencją polityki kolektywizacji 1 wypierania bogatszych chłopów było dalsze pogorszenie struktury obszarowej gospodarstw indywidualnych na skutek rozdrobnienia części gospodarstw istniejących i powstania nowych oraz przekształcenia gospodarstw małorolnych w chłopsko-robotnicze.
Polityka eliminacji gospodarstw największych spowodowała istotny spadek ich liczby już w grupie powyżej 5 ha. W konsekwencji w 1954 r. obszar 59% gospodarstw chłopskich nie przekraczał 5 ha, a blisko 90% – 10 ha.

## Lata 1956–1958
Wydarzenia polityczne 1956 r. skorygowały dotychczasową linię postępowania władz wobec rolnictwa, szczególnie w odniesieniu do kolektywizacji. Wystąpili przeciwko niej nie tylko chłopi, ale również część ekonomistów i polityków.
W drugiej połowie 1956 r. – w wyniku zgody W. Gomułki – pojawiła się istna gorączka likwidacyjna spółdzielni produkcyjnych. W końcu 1956 r. liczba spółdzielni nie przekraczała 16% stanu notowanego w grudniu roku poprzedniego. Rozwiązaniu oparły się wyłącznie spółdzielnie powstałe na gruntach pochodzących z reformy rolnej oraz z przewagą rodzin bezrolnych.
Próbą ustosunkowania się władz do żywiołowo rozwijających się procesów był program zmian w rolnictwie przygotowany w styczniu 1957 r. przez władze PZPR i Zjednoczonego Stronnictwa Ludowego. Zapowiadał on swobodny rozwój gospodarstw indywidualnych, oparty na różnorodnych formach wzajemnej pomocy. Jednak wielkość gospodarstw rodzinnych nie mogła przekraczać norm zawartych w dekretach o reformie rolnej i osadnictwie rolnym na ziemiach zachodnich. Nie rezygnowano także z uspołecznienia rolnictwa, ale wybrano pośrednią drogę organizowania różnorodnych form wspólnego gospodarowania, szczególnie preferując kółka rolnicze, aby w ten sposób przygotować chłopstwo do kolektywizacji. Ruch założycielski kółek w latach 1957–1958 był bardzo dynamiczny, ogarniając przeszło 12% gospodarstw chłopskich. Przy kółkach powstawały spółdzielnie usługowo-wytwórcze, spółdzielcze ośrodki rolne i zespoły maszynowe.
Nowa polityka agrarna pozytywnie wpłynęła na postawy chłopów wobec indywidualnego gospodarowania. Wzrosły nadzieje na rzeczywistą akceptację przez władze gospodarstw rodzinnych, z ufnością przyjęto na wsi ograniczenie w 1957 r. obowiązkowych dostaw płodów rolnych oraz podwyżkę cen skupu i zmniejszenie obciążeń fiskalnych. Wzrosły kredyty dla rolników, a prawo do korzystania z nich uzyskali także chłopi posiadający więcej niż 12 ha ziemi. Rolnicy zwiększyli inwestycje, obok budowlanych i inwentarskich, także w ziemię.
Rozwiązanie większości spółdzielni produkcyjnych, restytucja gospodarstw rodzinnych i wzmożony obrót ziemią znalazły odbicie w strukturze obszarowej gospodarstw indywidualnych. Wzrósł odsetek gospodarstw większych (10-20 ha) w wyniku przejmowania gruntów z PFZ, zakupu ziemi od rodzin migrujących do miast oraz rewindykacji gospodarstw bezprawnie przejętych przez państwo w poprzednich latach. Stabilny był udział gospodarstw dużych (powyżej 20 ha), natomiast nie zanikł proces rozdrabniania gospodarstw średnich i małych.
Nowa polityka rolna spowodowała wzrost roli gospodarstw indywidualnych w produkcji rolnej. Ich udział podniósł się z 81% w 1955 r. do blisko 90% w 1958 r., kosztem zarówno rozwiązywanych spółdzielni produkcyjnych, jak i gospodarstw państwowych.
Renesans gospodarki chłopskiej, zwłaszcza większych gospodarstw, część kierownictwa PZPR, a także partii komunistycznych Europy Wschodniej oceniały jako nieuzasadnione dopuszczenie do kapitalistycznego rozwoju rolnictwa. Dlatego, niejako dla równowagi, w polityce agrarnej PRL coraz silniejsze stawało się poparcie dla spółdzielczości produkcyjnej i gospodarstw państwowych.
Osiągnięcia rolnictwa w latach 1956–1958 były związane przede wszystkim z ożywieniem w sektorze prywatnym. Jego produkcja globalna wzrosła o 28%, gdy w spółdzielniach produkcyjnych spadła o 87%, a w gospodarstwach państwowych zmniejszyła się o 1%.
W rezultacie w 1957 r. udało się uzyskać najwyższy po wojnie wskaźnik produkcji rolnej na 1 mieszkańca, tak istotny dla kształtowania się konsumpcji żywności. Nadal jednak niska produktywność rolnictwa powodowała niedostateczne zaopatrzenie rynku w produkty żywnościowe i wysoki poziom cen. Stopniowo także, w związku z odpływem młodzieży do przemysłu, narastały problemy związane ze starzeniem się społeczeństwa wiejskiego. Wiele gospodarstw pozbawionych było młodej siły roboczej, co przy niedostatecznym wyposażeniu w narzędzia i maszyny ograniczało możliwości wzrostu produkcji.

## Lata 1959–1970
W rolnictwie lata 1959–1970 charakteryzowały się silnymi wahaniami wielkości produkcji. Dwukrotnie, w 1959 r. i w 1962 r., wystąpiła susza, powodując gwałtowne pogorszenie sytuacji paszowej. Trudne były także lata 1969–1970, kiedy nieurodzaj ziemniaków i pasz zielonych spowodował głęboki spadek pogłowia trzody i bydła. W całym omawianym okresie przeciętny średni roczny przyrost produkcji rolnej wyniósł nieco ponad 2%. Oczywiście, niekorzystne warunki atmosferyczne nie były jedynym powodem problemów rolnictwa. Przyczyny leżały także w rozdrobnieniu i niskiej dochodowości gospodarstw chłopskich, nadmiernym obciążeniu podatkami oraz obowiązkowymi dostawami ze strony państwa, wspierającego inwestycjami proces uspołecznienia rolnictwa.
W latach sześćdziesiątych podjęto próby zahamowania procesu rozdrabniania gospodarstw chłopskich przez ustawowy zakaz dzielenia średnio- i małorolnych działek. Ograniczeniom w sprzedaży gospodarstw towarzyszyły obostrzenia w sferze dziedziczenia gruntów. Jednocześnie przystąpiono do przejmowania przez państwo gospodarstw chłopskich pozbawionych młodej siły roboczej i gospodarstw podupadłych, których grunty zasiliły PGR-y. Nie rezygnowano także z prób socjalizacji rolnictwa, a do 1980 r. zamierzano zrealizować plan pełnej kolektywizacji.
W konsekwencji przedstawionych działań w latach 1960–1970 udział gospodarstw indywidualnych w ogólnym areale użytków rolnych zmniejszył się z 87% do 83%. Na stałym poziomie (nieco ponad 1%) utrzymał się udział spółdzielni produkcyjnych, wzrósł natomiast odsetek gruntów zajmowanych przez PGR-y (z 12% do 15%). Oznaczało to, że mimo wielostronnego wysiłku politycznego i ekonomicznego wyniki w zakresie uspołecznienia rolnictwa były mierne. Utrzymujący się opór polskiego chłopstwa, pragnącego gospodarować na własnej ziemi, zdecydowanie ograniczał wpływy systemu komunistycznego na wsi.
Tymczasem, mimo uprzywilejowanej pozycji, stosunkowo duże gospodarstwa uspołecznione, które użytkowały w 1970 r. 16% gruntów ornych, miały jedynie 14-procentowy udział w produkcji globalnej rolnictwa, a większość gospodarstw państwowych dawała produkcję, w przeliczeniu na hektar, niższą od średniej w całym rolnictwie. Porównanie choćby tylko tych wskaźników zdecydowanie negatywnie świadczyło o intensywności produkcji w spółdzielniach oraz PGR-ach. W tej sytuacji ogólne rozmiary produkcji rolniczej zależały od wyników rozdrobnionych oraz niedostatecznie wyposażonych w środki inwestycyjne i wytwórcze gospodarstw rodzinnych.
W konsekwencji trudności przeżywanych przez rolnictwo pogłębiła się nierównowaga na rynku żywnościowym (dotyczyło to szczególnie mięsa). Z całą ostrością wystąpił tzw. problem zbożowy, rzutujący na poziom hodowli. Przekroczony w 1956 r. poziom produkcji zbóż z okresu 1934-1938 (w obecnych granicach Polski), w latach 1962 i 1964 ponownie obniżył się do stanu przedwojennego. Równocześnie wzrastało spożycie związane z uprzemysłowieniem i urbanizacją kraju oraz zużycie na potrzeby hodowli, powodując dotkliwy deficyt zbóż. W celu jego ograniczenia zwiększano import, głównie z Ameryki Północnej, Związku Radzieckiego i Francji, co silnie obciążało bilans handlowy kraju. Reakcją władz był zamiar całkowitej likwidacji przywozu zbóż, bez względu na skutki dla produkcji zwierzęcej. Prowadziło to do ograniczeń w spożyciu produktów hodowli, a w konsekwencji do napięć społecznych.

## Lata 1971–1975
Pogrudniowa polityka rolna deklarowała stworzenie warunków do wzrostu produkcji we wszystkich gospodarstwach, z preferencjami dla sektora uspołecznionego. Podkreślała jednak chęć ekonomicznego wiązania chłopstwa z państwem przy wykorzystaniu spółdzielczości handlowej i systemu powszechnej kontraktacji płodów rolnych.
Z dniem 1 stycznia 1972 r., po 20 latach, zniesiono niepopularne na wsi i negatywnie oddziałujące na intensywność produkcji obowiązkowe dostawy produktów rolnych po zaniżonych cenach. Akt ten rozszerzył elementy rynku w wymianie między miastem a wsią oraz stworzył lepsze warunki egzystencji dla większych gospodarstw rodzinnych.
Znowelizowano przepisy regulujące stosunki własnościowe w rolnictwie indywidualnym, legalizując nieoficjalnie zawarte akty kupna ziemi. Umożliwiono powiększanie gospodarstw w granicach 8-20 ha (w szczególnych przypadkach górna granica była wyższa) oraz zabroniono podziału gospodarstw na działki mniejsze niż 8 ha użytków rolnych. Prawo do posiadania i nabywania gruntów powiązano z odpowiednimi kwalifikacjami oraz dotychczasową pracą na roli. Rozszerzono możliwość uzyskania dożywotniej renty z tytułu przekazania państwu ziemi.
Regulacjom prawnym nie towarzyszyło odpowiednie wsparcie ekonomiczne dla gospodarstw rodzinnych. Wprawdzie ogólna wielkość nakładów inwestycyjnych w rolnictwie w pierwszej połowie lat siedemdziesiątych uległa podwojeniu, ale w podstawowej masie kierowano je do spółdzielni produkcyjnych i gospodarstw państwowych. Gospodarstwa rodzinne, mimo że obejmowały zdecydowaną większość użytków rolnych (70–75%), pozostawały w tyle za preferowanymi w nakładach gospodarstwami uspołecznionymi. Ich udział w inwestycjach rolnych w pięcioleciu 1971-1975 nie przekroczył 38%.
W latach 1971–1975 nie nastąpiły istotne zmiany w nieracjonalnej strukturze agrarnej gospodarstw indywidualnych. Nasilił się proces ekonomicznego upadku najmniejszych gospodarstw i przechodzenia dotychczasowych użytkowników, zwłaszcza młodzieży, do zajęć pozarolniczych. Problem ten dotyczył też pozostałych gospodarstw rodzinnych w związku z procesem starzenia się ludności rolniczej oraz powstawaniem licznej grupy gospodarstw bez następców.
Grunty chłopskie systematycznie powiększały obszar gospodarstw państwowych, który w latach 1971–1975 wzrósł o 9%.
Jednocześnie nasilił się proces tworzenia rolniczych spółdzielni produkcyjnych, którym państwo zaoferowało dotacje oraz łatwo umarzane kredyty na zakup ziemi oraz jej zagospodarowanie. W omawianym okresie liczba spółdzielni wzrosła o 110%, zaś powierzchnia ich gruntów o 32%.
Znaczna część ziemi, należącej poprzednio do rolników indywidualnych, zasiliła popierane przez władze kółka rolnicze. Obszar gruntów przez nie użytkowanych powiększył się aż o 143%. Kółka rolnicze odeszły od swojej tradycyjnej funkcji wspólnego użytkowania maszyn i świadczenia usług dla gospodarstw chłopskich. Coraz częściej, mimo mizernych efektów, rozwijały zespołową produkcję roślinną i zwierzęcą, stając się jedną z form własności społecznej ziemi.
W konsekwencji lata 1971–1975 przyniosły widoczne zmiany w strukturze własnościowej gruntów rolnych. Dla gospodarstw rodzinnych oznaczały one straty zarówno pod względem powierzchni ogólnej, jak i gruntów ornych. Uszczuplenie własności prywatnej władze zapisały na konto swoich sukcesów w uspołecznianiu rolnictwa, które przejściowo zbiegło się ze wzrostem jego produkcji. Powodowało to, podobnie jak w przypadku inwestycji i produkcji przemysłowej, samozadowolenie i skłonność do dalszego forsowania przekształceń ustrojowych.
Globalna produkcja rolna w pierwszej połowie lat siedemdziesiątych wzrosła o 20%, co bliskie było ustaleniom planu pięcioletniego, a przewyższało rezultaty z lat 1966–1970. Dobre wyniki osiągnięto dzięki wysokiemu przyrostowi produkcji zwierzęcej, gdyż wielkość produkcji roślinnej, pod wpływem nieurodzaju w latach 1974–1975, zaczęła spadać. Import zbóż, który w 1974 r. zbliżył się do 4 mln t, pozwolił na osiągnięcie wysokiej dynamiki produkcji zwierzęcej. W rezultacie na początku lat siedemdziesiątych korzystnym zmianom uległa ogólna struktura produkcji (wzrósł udział poszukiwanych na rynku i eksportowanych produktów hodowlanych).
Wysokie nakłady inwestycyjne, powiększenie obszaru gruntów oraz kierowanie do sektora publicznego importowanych pasz, spowodowało wzrost udziału gospodarstw państwowych i spółdzielczych w globalnej produkcji rolnictwa z 14% w 1970 r. do 19% w 1975 r. Nie uległa jednak poprawie ich efektywność gospodarowania, o czym świadczył fakt, że tylko w przypadku zbóż plony osiągane przez duże gospodarstwa uspołecznione były wyższe niż w gospodarstwach chłopskich. Oznaczało to, że przyrost produkcji rolnej był rezultatem rosnących nakładów, a nie wzrostu efektywności gospodarowania.

## Lata 1976–1980
Produkcja globalna rolnictwa w latach 1976–1980, w porównaniu do poprzedniej pięciolatki, wzrosła tylko o 2,7%, co zdecydowanie odbiegało od planów. Wpłynął na to spadek produkcji roślinnej w latach 1977, 1979 i 1980 r. (łącznie w całym pięcioleciu o 1,3%). Załamanie było następstwem obniżenia się ogólnej powierzchni zasiewów, spadku plonów zbóż i buraków cukrowych w całym polskim rolnictwie oraz zmniejszenia areału gruntów gospodarstw chłopskich, przeciętnie osiągających lepsze wyniki w produkcji roślin okopowych niż sektor uspołeczniony.
Wzrost produkcji zwierzęcej o 7,8%, w stosunku do poprzedniego pięciolecia, uzyskano dzięki kontynuowaniu importu zboża i pasz, który pokrywał 1/3 ogólnego zużycia pasz treściwych. Przywóz zasilał głównie gospodarstwa uspołecznione, w tym liczne nowe fermy tuczu przemysłowego o wysokiej zbożochłonności. Umożliwił on poprawę wskaźników ekonomicznych hodowli uspołecznionej, chociaż pod względem obsady krów i koni lepiej prezentowały się gospodarstwa chłopskie.
Ujemna w przedziale pięciu lat dynamika produkcji roślinnej spowodowała dalsze zmiany w strukturze globalnej wytwórczości rolnej. Udział produkcji roślinnej obniżył się z 55% w 1975 r. do 51% w 1980 r. Taka struktura, uniemożliwiająca pokrycie zapotrzebowania na zboża i pasze na cele hodowlane, a tym samym zmuszająca do zwiększania ich importu, przyczyniała się do wzrostu zadłużenia Polski w krajach kapitalistycznych.
Utrzymująca się presja na zwiększenie roli gospodarstw uspołecznionych była zasadniczą przesłanką realizacji bardzo kapitałochłonnego wariantu wzrostu produkcji rolniczej. Tymczasem od 1979 r. nakłady inwestycyjne w rolnictwie spadały, uniemożliwiając jego intensyfikację.

## Lata 1981–1989
Początek lat osiemdziesiątych przyniósł wiele deklaracji władz dotyczących „nowych, trwałych zasad polityki agrarnej”, w tym poparcia dla gospodarstw rodzinnych. Wkrótce, nie bez presji społecznej wyrażanej przez rolniczą „Solidarność”, przyniosły one korzystne dla wsi regulacje prawne. Uchylono restrykcyjną ustawę z lat siedemdziesiątych o uregulowaniu własności gospodarstw rolnych oraz dokonano odpowiednich zmian w Kodeksie cywilnym. Zliberalizowano politykę gruntową, znosząc utrudnienia w dziedziczeniu ziemi.
Posunięcia w sferze prawnej zaowocowały zwiększonym przejmowaniem gruntów Państwowego Funduszu Ziemi przez chłopów. Znaczna część gruntów, które w latach siedemdziesiątych zostały objęte przez gospodarstwa uspołecznione, „powróciła” do rolników indywidualnych. W konsekwencji w dekadzie lat osiemdziesiątych nieco zwiększył się udział gospodarstw rodzinnych w całkowitej powierzchni użytków rolnych (z 69% w 1980 r. do 72%w 1989 r.). Nie oznaczało to jednak polepszenia ich struktury agrarnej, prowadziło natomiast do polaryzacji gospodarstw chłopskich na tle ich zróżnicowanej sytuacji ekonomicznej. Bogatsze rodziny były w stanie powiększyć należące do nich grunty, często kosztem chłopów małorolnych. W omawianym okresie odsetek gospodarstw chłopskich o powierzchni powyżej 15 ha zwiększył się z 4% do 6%.
Inną barierą przemian w rolnictwie była anachroniczna struktura zatrudnienia w gospodarce narodowej, będąca rezultatem niskiego poziomu uprzemysłowienia i niedorozwoju sektora usług. Udział osób zatrudnionych w gospodarce żywnościowej w ogólnej liczbie pracujących w całej gospodarce sięgał 35% i przekraczał dwukrotnie odpowiedni wskaźnik w krajach gospodarczo rozwiniętych. W latach osiemdziesiątych, wobec niskiego poziomu migracji ze wsi do miast, niekorzystna struktura zatrudnienia uległa petryfikacji.
Problemy związane z nieracjonalną strukturą agrarną i utrzymującymi się przerostami zatrudnienia w rolnictwie pogłębiały niedostateczne nakłady inwestycyjne. Przez całą omawianą dekadę zmniejszał się ich udział w ogólnych środkach kierowanych na rozwój gospodarczy kraju. Dodatkowo, po przejściowym wzroście, w końcu lat osiemdziesiątych spadł udział gospodarstw rodzinnych w inwestycjach całego rolnictwa.
Chronicznie niedostateczne było krajowe zaopatrzenie w środki do produkcji rolnej, a restrykcje Zachodu po wprowadzeniu stanu wojennego zmniejszyły import na potrzeby rolnictwa. Redukcja przywozu zbóż i pasz treściwych z całą siłą uderzyła w podstawy hodowli. Notowano duży spadek produkcji mięsa wieprzowego i wołowego, a przede wszystkim drobiowego (brojlerów). Niedostatek pasz skłonił władze do systematycznego podnoszenia cen skupu produktów roślinnych, przede wszystkim zboża. Polityka cenowa wyrażała także tendencję do zapewnienia rolnikom parytetu ich dochodów z wynagrodzeniami za pracę w działach pozarolniczych. W konsekwencji w latach 1981–1989 nastąpił ze wzrostem zasiewów, zbiorów i plonów zbóż rzadko spotykany w gospodarce PRL.
W konsekwencji zróżnicowanych trendów w produkcji roślinnej 1 hodowlanej uległa zmianie struktura wytwórczości globalnej rolnictwa. Spadł w niej udział hodowli (z 51% do 43%) na rzecz produkcji roślinnej, co w Europie oznacza pogorszenie oferty żywnościowej rolnictwa.